# Johannes Max Proskauer
Johannes Max Proskauer (* 5. Dezember 1923 in Göttingen; † 20. Dezember 1970 in Berkeley, Kalifornien) war ein US-amerikanischer Bryologe deutscher Herkunft. Sein botanisches Autorenkürzel lautet „Prosk.“.

## Leben und Wirken
Johannes Max Proskauer kam als Sohn von Walter und Margarethe Proskauer (geborene Jacob) in Göttingen zur Welt. Sein Vater war Rechtsanwalt in Göttingen und Vorsitzender des Zentralvereins der Staatsbürger jüdischen Glaubens. Seine Mutter war Fotografin. Als die Familie Anfang der 1930er-Jahre Opfer antisemitischer Übergriffe wurde, zog sie zunächst 1934 nach Oberstdorf im Allgäu und siedelte anschließend nach Berlin über. Während die Eltern in Deutschland blieben, emigrierte Johannes nach England. Die Mutter starb 1940 in Berlin. Der Vater wurde 1943 im KZ Auschwitz ermordet.
Nach einem Studium an der University of London graduierte Johannes Max Proskauer zum Bachelor of Science. 1947 promovierte er mit einer Dissertation über die Biologie und Morphologie der britischen Arten der Hornmoosgattung Anthoceros zum Doktor der Botanik. 1944 war er Laborverwalter am University College of North Wales in Bangor und von 1945 bis 1948 lehrte er Botanik am South East Essex Technical College in Dagenham. 1948 zog er nach Kalifornien und wurde Lehrer an der Abteilung für Botanik an der University of California, Berkeley. 1951 wurde er Assistenzprofessor, 1957 außerordentlicher Professor und 1963 ordentlicher Professor an der University of California. Von 1954 bis 1955 erhielt er ein Guggenheim-Stipendium. Von 1964 bis 1965 hatte er den Professorenstuhl für Botanik am Miller Institute for Basic Research in Science an der University of California inne. 1964 wurde ihm von der University of London der Ehrendoktortitel verliehen.
Proskauers Forschungsschwerpunkt waren die Hornmoose. 1951 verfasste er die Erstbeschreibung zur Gattung Phaeoceros. Für die 3. Auflage von Karl Müllers Lebermoose Europas revidierte er die Familie Anthocerotaceae und veröffentlichte seine Ausführungen 1957 unter dem Titel Nachtrag zur Familie Anthocerotaceae. 1949 entdeckte er in Peru das Taxon Cyathodium spruceanum.
Am 20. Dezember 1970 beging Proskauer Suizid. 1999 wurde ihm zu Ehren ein Preis gestiftet.

## Schriften (Auswahl)
- 1948: Studies on the morphology of Anthoceros, Part 1. Annals of Bot., Ser. 2, 12 : 237-265
- 1948: Studies on the morphology of Anthoceros. Part 2. Annals of Bot., Ser. 2, 12 : 427-439
- 1950: Notes on Hepaticae
- 1951: Studies on Anthocerotales. Part III. Bull. Torrey Bot. Club 78 : 331-349
- 1951: Studies on Anthocerotales. Part IV. Bull. Torrey Bot. Club 80 : 65-75
- 1954: On Sphaerocarpos stipitatus and the genus Sphaerocarpos
- 1954: A study of the Phaeoceros laevis complex and the European Anthocerotae. Rapp. et Comm. VIII Cong. Int. Bot., Paris xiv-xvi : 68-69
- 1955: The Sphaerocarpales of South Africa
- 1957: Nachtrag zur Familie Anthocerotaceae
- 1958: Studies on Anthocerotales, Part V. Phytomorphology 7 : 113-135
- 1960: Studies on Anthocerotales, Part VI. Phytomorphology 10 : 1-19
- 1961: On Carrpos, I. Phytomorphology 11 : 359-378
- 1962: On Takakia, especially its mucilage hairs J. Hattori Bot. Lab 25 : 217-223
- 1968: Studies on Anthocerotales. Part VII. Phytomorphology 17 : 61-70
- 1968: Papers on Bryology: 1948-1968
- 1969: Studies on Anthocerotales. Part VIII. Phytomorphology 19 : 52-66